# District de Benenitra
 (janvier 2023).
Si vous disposez d'ouvrages ou d'articles de référence ou si vous connaissez des sites web de qualité traitant du thème abordé ici, merci de compléter l'article en donnant les références utiles à sa vérifiabilité et en les liant à la section « Notes et références ».
Le district de Benenitra est un district du sud-ouest de Madagascar situé dans  la région d'Atsimo-Andrefana.
L'ancien [Quand ?] chef de district de Benenitra se nomme Herinjanahary Josoa.